# FK Železnik
Der FK Železnik (vollständiger offizieller Name auf Serbisch: Фудбалски клуб Железник –
ФК Железник, Fudbalski klub Železnik – FK Železnik), gewöhnlich Železnik, ist ein serbischer Fußballverein aus dem Belgrader Bezirk Čukarica, genauer aus dem Stadtteil Železnik. Der 1930 gegründete Verein spielt derzeit in der Srpska liga Beograd, eine der vier Sektionen der Srpska liga, der dritthöchsten Spielklasse im serbischen Fußball.
Seine ersten bedeutenden Erfolge erzielte der FK Železnik 1995, als man erstmals in die 2. Liga der Bundesrepublik Jugoslawien (1992–2003) aufstieg. Im Jahr darauf gelang der Aufstieg in die 1. Liga, in der man bis 2005 spielte. Während dieser Periode gelang dem Verein ein 3. Platz 2003 sowie das Erreichen des Halbfinales im Jugoslawischen Pokal 2002 und 2003. Im Jahr 2005 gewann Železnik schließlich den Pokal von Serbien und Montenegro (2003–2006), als man Roter Stern mit 1:0 besiegte.
Im selben Jahr fusionierte man aufgrund finanzieller Schwierigkeiten mit dem FK Voždovac und ging in dem Verein auf. 2009 wurde Železnik neu gegründet und startete in der 5. Liga des serbischen Fußballsystems. Dabei stieg der Verein zweimal hintereinander auf. Seitdem spielt Železnik in der Srpska liga Beograd.

## Stadion
Der Verein trägt seine Heimspiele im 8.350 Zuschauern Platz bietenden Stadion FK Železnik aus, davon 4.000 Sitzplätze, das jedoch renovierungsbedürftig ist, um so allen Qualitäts- und Sicherheitsstandards für nationale Fußballveranstaltungen der höchsten Spielklasse gerecht zu werden.

## Ehemalige bekannte Spieler
- Milan Biševac (2004)
- Marko Dević (2002–2003)